# Parlamentul cel Scurt
În 1640, confruntat cu un conflict armat cu Scoția, regele Carol I Stuart al Angliei convoacă din nou parlamentul pentru a vota noi impozite. Opoziția parlamentară este din nou puternică, dar parlamentul a fost din nou dizolvat.  Acest parlament a avut activitate pentru 18 zile în perioada aprilie - mai 1640.